# Dick Wesson
Pour les articles homonymes, voir Dick Wesson (homonymie) et Wesson.
Dick Wesson est un acteur américain né le 20 février 1919 à Boise, Idaho (États-Unis), décédé le 27 janvier 1979 à Costa Mesa (Californie).

## Filmographie
- 1953 : Le Nouveau Chant du désert (The Desert Song) de H. Bruce Humberstone